# Мартинс де Араужо, Рикардо
Рикардо Мартинс де Араужо (порт. Ricardo Martins de Araújo; 20 июля 1986 года, Бразилиа) — бразильский футболист, играющий на позиции защитника. Ныне выступает за клуб «Фигейренсе».

## Биография
Каду начинал свою карьеру футболиста в бразильском «Гуарани». В 2006 году он перешёл в «Брагантино», а в 2007 году — в «Коринтианс». 30 июня 2007 года он дебютировал в бразильской Серии А, выйдя в основном составе в домашнем матче с «Палмейрасом». Затем Каду представлял бразильские команды «Брагантино», «Фигейренсе», «Витория» и португальскую «Брагу». 10 августа 2014 года он забил свой первый гол в бразильской Серии А, отметившись в гостевом поединке против «Сан-Паулу».
В конце апреля 2015 года Каду перешёл в «Атлетико Паранаэнсе», а в январе 2016 — в «Гремио». Спустя три месяца он стал футболистом «Понте-Преты». В августе 2017 года бразилец подписал контракт с турецким «Гёзтепе», вернувшимся в Суперлигу.

## Титулы
- Чемпион штата Санта-Катарина (1): 2020
- Чемпион Серии B Бразилии (1): 2020